# Sol Su-chol
Sol Su-chol – północnokoreański zapaśnik w stylu wolnym. Ósme miejsce w mistrzostwach świata w 1991. Brązowy medal na igrzyskach azjatyckich w 1990. Wicemistrz Azji w 1991 roku.